# Lijst van plaatsen in Ierland
Dit is een lijst van plaatsen in Republiek Ierland.

## A
- Abbeydorney
- Abbeyfeale
- Abbeylara
- Abbeyleix
- Achill Sound
- Achonry
- Aclare
- Adare
- Ahascragh
- Allenwood
- An Spidéal

- Annamoe
- Annascaul
- Ard na Caithne
- Ardclough
- Ardee
- Ardfert
- Ardgroom
- Ardrahan
- Arigna
- Arklow
- Ashbourne

- Ashford
- Athboy
- Athenry
- Athleague
- Athy
- Aughagower
- Aughleam
- Aughrim
- Avoca

## B
- Balbriggan
- Ballaghnatrillick
- Ballina (Mayo)
- Ballina (Tipperary)
- Ballinaclash
- Ballinafad
- Ballinahown
- Ballinamore
- Ballinasloe
- Ballincollig
- Ballindine
- Ballindooley
- Ballinode
- Ballinrobe
- Ballinskelligs
- Ballintra
- Ballintubber
- Ballitore
- Ballybay
- Ballyboden

- Ballybofey
- Ballyconneely
- Ballycotton
- Ballyfarnan
- Ballyferriter
- Ballygar
- Ballyhaunis
- Ballylongford
- Ballymacelligott
- Ballymoe
- Ballymore Eustace
- Ballymote
- Ballynacargy
- Ballysadare
- Ballyshannon
- Ballyvourney
- Baltinglass
- Banagher
- Bandon

- Bangor Erris
- Bansha
- Barna
- Bealadangan
- Bekan
- Belderrig
- Bellavary
- Belmullet
- Beltra
- Bettystown
- Blanchardstown
- Blarney
- Blessington
- Bray
- Breaffy
- Buckode
- Bunclody
- Buncrana
- Bundoran

## C
- Caherboshina
- Cahir
- Cahirciveen
- Caragh
- Carlow
- Carnew
- Carrick-on-Suir
- Carrickmacross
- Carrigaline
- Carrigallen
- Carrowhubbock South
- Carrowteige
- Castlebaldwin
- Castlebridge
- Castlecove
- Castlegregory
- Castlehill
- Castleiney
- Castleisland
- Castlepollard

- Castlerea
- Castletown-Geoghegan
- Celbridge
- Citywest
- Claddagh
- Clane
- Claregalway
- Clarenbridge
- Cleggan
- Clifden
- Cliffoney
- Clogherhead
- Clonakilty
- Clonbur
- Clonee
- Clonegal
- Clones
- Clonfert
- Clonmany
- Clonmellon

- Clonmore
- Cloonacool
- Cloone
- Cloughjordan
- Collinstown
- Collooney
- Coolaney
- Coolboy
- Cootehill
- Cork
- Cornamona
- Casla
- Craughwell
- Cree
- Cregganbaun
- Crookedwood
- Crookhaven
- Crossmolina
- Cullohill
- Cushendall

## D
- Daingean
- Dalkey
- Delgany
- Delvin
- Derrynane
- Devil's Bit
- Dingle
- Donabate
- Donard
- Donegal
- Donoughmore

- Drogheda
- Dromahair
- Dromahane
- Dromod
- Dromore West
- Drumcliffe
- Drumcong
- Drumkeeran
- Drumshanbo
- Drumsna
- Dublin

- Duhallow
- Dunboyne
- Dungarvan
- Dunlavin
- Dunmore
- Dunquin
- Dunree
- Dunshaughlin
- Durrow Abbey
- Durrus

## E
- Easky
- Edenderry
- Ennis
- Enniscorthy
- Enniskerry
- Ennistymon
- Eyrecourt

## F
- Fahan
- Falcarragh
- Farranfore
- Feale
- Feothanach
- Ferbane

- Fermoy
- Fore Abbey
- Foxford
- Foxrock
- Frenchpark
- Furbo

## G
- Garvaghey
- Geashill
- Geevagh
- Glenamaddy
- Glencolmcille
- Glencullen
- Glendalough
- Glenealy

- Glengarriff
- Glenhest
- Glenties
- Gorey
- Gorteen
- Greenan
- Gweedore

## H
- Hacketstown
- Headford
- Hollyford
- Hollymount
- Horseleap
- Howth

## I
- Inniscrone
- Inverin

## J
- Julianstown

## K
- Keadue
- Kells
- Kenmare
- Keshcarrigan
- Kilbeggan
- Kilcock
- Kilconnell
- Kilcoole
- Kilcormac
- Kildangan
- Kildare
- Kildavin
- Kilfinane
- Kilgarvan

- Kilglass
- Kilkelly
- Kilkenny
- Kilkieran
- Killala
- Killarney
- Killoe
- Killorglin
- Killough
- Killucan
- Killybegs
- Kilmacanogue
- Kilmovee
- Kilronan

- Kilrush
- Kiltimagh
- Kiltyclogher
- Kingscourt
- Kinlough
- Kinnegad
- Kinnitty
- Kinsale
- Kinvara
- Knockananna
- Knockcroghery
- Knocknahur
- Knockvicar

## L
- Lahinch
- Laragh
- Largydonnell
- Laytown
- Lecanvey
- Lecarrow
- Leenaun
- Leighlinbridge

- Leitir Meallain
- Leitir Móir
- Leixlip
- Letterfrack
- Letterkenny
- Liscannor
- Lispole
- Listowel

- Lixnaw
- Longford
- Lough Lene
- Lough Sheever
- Loughmore
- Loughrea
- Lyons Hill

## M
- Maam Cross
- Macroom
- Maharees
- Malahide
- Mallow
- Manorhamilton
- Maum
- Maynooth
- Mayo
- Midleton

- Milltown Malbay
- Milltownpass
- Moate
- Mohill
- Monasteraden
- Monasterevin
- Moneygall
- Monivea
- Mountmellick
- Mountshannon

- Moycullen
- Muinebeag
- Mullinalaghta
- Mullingar
- Mulrany
- Multyfarnham
- Murrisk
- Myshall

## N
- Naas
- Navan
- Neale
- Nenagh
- New Ross

- Newbridge
- Newcastle West
- Newtownmountkennedy

## O
- Oranmore
- Oughter Ard
- Oughterard
- Ovens

## P
- Partry
- Passage West
- Pollagh
- Port Laoise

- Portarlington
- Portmagee
- Portmarnock
- Portumna

## Q
- Quilty

## R
- Raharney
- Ranaghan
- Randoon
- Rathangan
- Rathbraughan
- Rathdrum
- Rathfarnham
- Rathnew

- Rathowen
- Rathvilly
- Ratoath
- Redcross
- Riverstown
- Rochfortbridge
- Roosky
- Rosmuck

- Rossaveal
- Rosses Point
- Rossinver
- Rossport
- Roundwood
- Rush

## S
- Saggart
- Sallins
- Scariff
- Shannonbridge
- Shrule
- Skerries
- Skreen
- Skryne

- Slane
- Sneem
- South Tipperary
- Spanish Point
- Stickens
- Stradbally
- Strade
- Straffan

- Strandhill
- Strokestown
- Suncroft
- Sutton
- Swinford
- Swords

## T
- Tallaght
- Tara
- Tarbert
- Teelin
- Templemore
- Terenure
- Termonbarry
- Termonfeckin

- Tinahely
- Toorlestraun
- Tourmakeady
- Tramore
- Trim
- Tubbercurry
- Tullaghan
- Tullamore

- Tullow
- Tulsk
- Turgesius Island
- Turloughmore
- Tynagh
- Tyrrellspass

## U
- Urris

## V
- Ventry

## W
- Westport
- Woodenbridge

## Y
- Youghal